# Márcia Tiburi
Márcia Angelita Tiburi (Vacaria, 6 d'abril de 1970) és una filòsofa, artista plàstica, crítica literària i escriptora brasilera. Entre les seves darreres obres es troben Como conversar com um feixista. Reflexõés sobre o Cotidiano Autoritário Brasileiro de 2015 i Feminismo em Comum. Para Todas, Todes e Todos de 2017.
El 1996 es va llicenciar en arts plàstiques per la Universitat Federal de Rio Grande do Sul, i el 1999 va obtenir un doctorat en filosofia per la mateixa universitat sobre filosofia contemporània. Les seves principals àrees de recerca són l'ètica, l'estètica i la filosofia del coneixement. És professora del Programa de Postgrau en Educació, Art i Història de la Cultura de la Universitat Presbiteriana Mackenzie.
Va començar les seves col·laboracions a televisió al Cafè Filosòfico i va guanyar notorietat a São Paulo als 36 anys com a presentadora del programa Saia Justa del canal Globosat News Television.

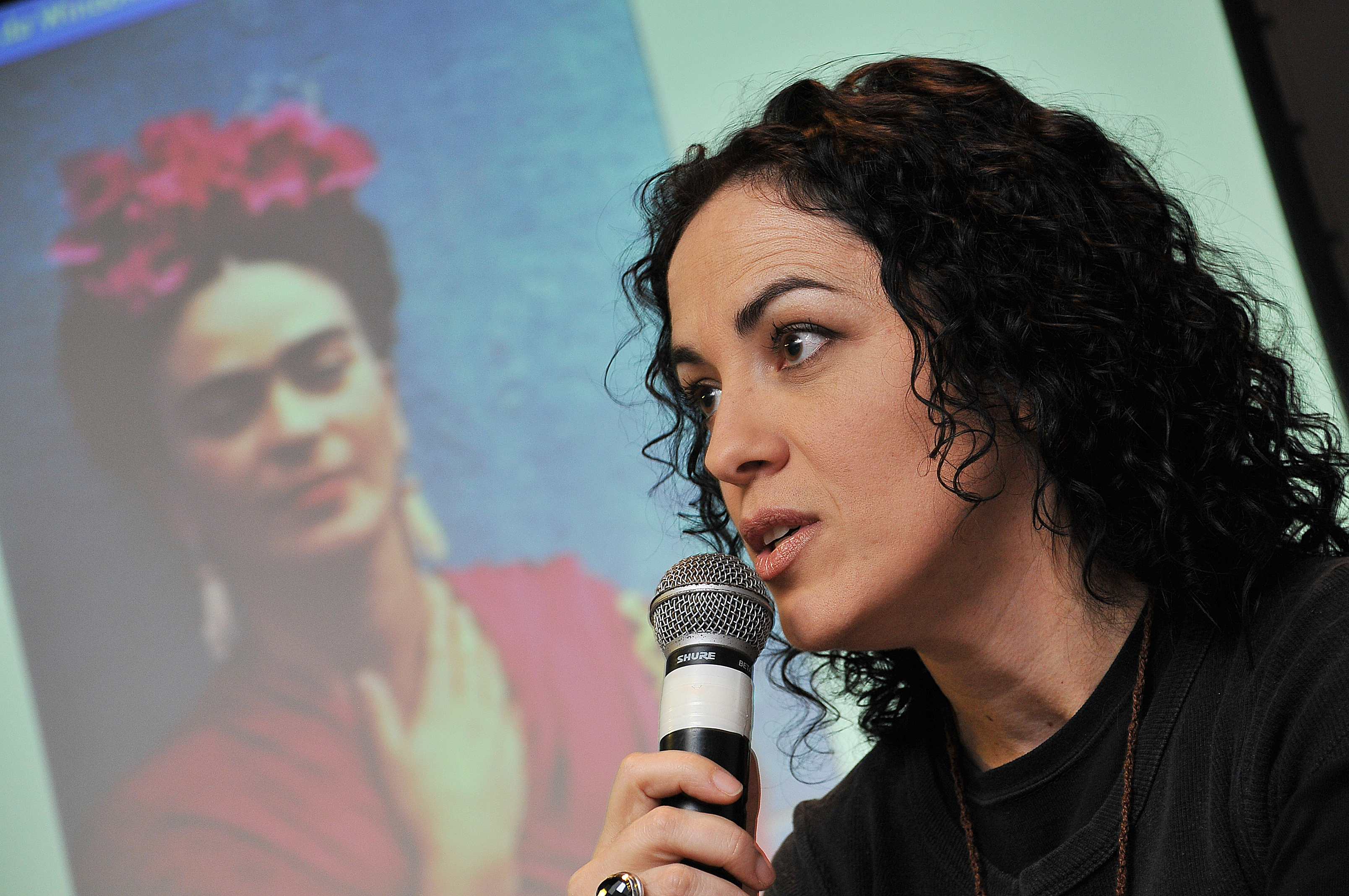
Márcia Tiburi el 2008

Ha publicat nombrosos llibres de filosofia, entre ells l'antologia As Mulheres e a Filosofia, i O Corpo Torturado, a més d'Uma outra história da razão. Amb l'editorial Escritos, va publicar Diláogo sobre o Corpo, el 2004, i Filosofia Cinza: a melancolia e o corpo nas dobras da escrita. El 2005 va publicar Metamorfoses do Conceito, i la seva primera novel·la de la sèrie Trilogia Íntima, Magnólia, que va ser finalista del Prêmio Jabuti el 2006. El mateix any va presentar el segon volum, A Mulher de Costas. El 2012 va publicar la novel·la Era Meu esse Rosto de l'Editorial Record i els llibres Diálogo/Dança eDiálogo/Fotografia de l'editorial de Senac São Paulo. Ha escrit també per a revistes especialitzades i diaris.
«El feminisme ens porta a la lluita pels drets de totes i tots, perquè qui porta aquesta lluita endavant són les dones, perquè el feminisme ha alliberat les persones d'identificar-se com a dones o homes i ha obert espai per a altres expressions de gènere i de la sexualitat -i això ha vingut a interferir en el conjunt de la vida, perquè lluita per certa idea d'humanitat i considera que aquelles persones definides com a homes també han de ser incloses en un procés realment democràtic».
Es va afiliar al Partit Socialisme i Llibertat el 2013, romanent en les seves files fins al 2017. El 6 de març de 2018 va anunciar públicament la seva afiliació al Partit dels Treballadors, avalada per Lula «reobrint el Brasil en mi».
Tiburi va haver d'exiliar-se a París el desembre de 2018. Posteriorment va explicar que les amenaces de mort i persecució, instigades per l'assetjament contra ella liderat pel Moviment Brasil Lliure (MBL), i que havien transformat la seva vida en «un infern», van motivar la seva decisió. Des del MBL es vantaren d'haver-la expulsat de Brasil.

## Publicacions
Llibres
- Delírio do poder: Psicopoder e loucura coletiva na era da desinformação (Record, 2019)[12]
- Feminismo em comum: para todas, todes e todos. Rio de Janeiro: Rosa dos Tempos, 2018
- Ridículo Político: uma investigação sobre o risível, a manipulação da imagem e o esteticamente correto. Rio de Janeiro: Record, 2017
- Uma fuga perfeita é sem volta. Santa Catarina: Record, 2016
- Como Conversar com Um Fascista - Reflexões sobre o cotidiano autoritário brasileiro. São Paulo: Record, 2015[13]
- Filosofia: machismos e feminismos (amb Maria de Lourdes Borges). Santa Catarina: Editora UFSC, 2015
- Filosofia prática: Ética, vida cotidiana, vida virtual. São Paulo: Record, 2014
- Diálogo/Dança. São Paulo: Senac, 2012
- Era meu esse rosto. Rio de Janeiro: Record, 2012
- Diálogo/Dança. São Paulo: SENAC, 2012
- Olho de vidro - A televisão e o estado de exceção da imagem. Rio de Janeiro: Record, 2011
- Filosofia pop. São Paulo: Bregantini, 2011
- Diálogo/Desenho. São Paulo: SENAC, 2010
- Filosofia bricante. Rio de Janeiro: Record, 2010
- Seis leituras sobre a dialética do conhecimento. Ijuí: Unijuí, 2009
- O manto. Rio de Janeiro: Record, 2009
- Filosofia em Comum - Para ler junto. Rio de Janeiro: Record, 2008
- A Mulher de Costas - Trilogia Íntima Vol. 2 (novel·la). Rio de Janeiro: Bertrand Brasil, 2006
- Metamorfoses do conceito - Ética e Dialética negativa em Theodor Adorno. Porto Alegre: Editora da UFRGS, 2005
- Magnólia. - Trilogia Íntima, vol. 1 (novel·la) Rio de Janeiro: Bertrand Brasil, 2005
- Diálogo sobre o corpo.. Porto Alegre: Escritos, 2004
- O Corpo Torturado. Porto Alegre: Escritos, 2004
- Filosofia cinza - A melancolia e o corpo nas dobras da escrita. Porto Alegre: Escritos, 2004
- Uma outra história da razão. SÃO LEOPOLDO: UNISINOS, 2003
- As mulheres e a filosofia. São Leopoldo: Unisinos, 2002
- Crítica da Razão e Mímesis no pensamento de Th.W. Adorno. Porto Alegre: EDPUCRS, 1995

En revistes
- Diadorim: biopolítica e gênero na metafísica do Sertão. Rev. Estudos Feministas (UFSC impreso) vol. 21, pàg. 191-207, 2013
- Gradiva Espectral. Sapere Aude: Rev. de Filosofia, vol. 3, pàg. 1-1, 2012
- Ofélia morta - do discurso à imagem. Rev. Estudos Feministas (UFSC impreso) vol. 18, pàg. 301-318, 2010
- A máquina de mundo: uma análise do conceito de aparelho em Vilem Flusser. Ghrebh, vol. 11, pàg. 11-11, 2008
- A crítica da estética Pura de Vilém Flusser. Especiaria (UESC) vol. 11, pàg. 225-243, 2008
- Opticário, ou Pequeno Dicionário Óptico: Esboço provisório, porém útil, para os dias de hoje. Cultura Brasileira contemporânea, vol. 1, pàg. 63-71, 2007
- Os 100 Anos de Theodor Adorno e a Filosofia depois de Auschwitz. Cadernos IHU Idéias (UNISINOS), São Leopoldo, vol. 11, pàg. 1-20, 2004
- Brasil Cinza. ARQTEXTO (UFRGS), Porto Alegre, vol. 1, Nº 1, pàg. 42-49, 2004
- A escrita herege. O fim do texto e do sujeito filosófico. História Unisinos, São Leopoldo, vol. 8, Nº 10, pàg. 107-122, 2004

Capítols de llibres
- Athénaïse ou desejo e indecisão. En: Beatriz Viégas-Faria, Elizabeth R. Z. Brose e Betina Mariante Cardoso (org.) Kate Chopin: Contos traduzidos e comentados - estudos literários e humanidades médicas. Porto Alegre: Casa Editoral Luminara, 2011, pàg. 207-209
- Cultura e Não-Identidade. En: Marcos Rizolli; Maria Aparecida Aquino (org.) Identidades Culturais no Brasil Contemporâneo. São Paulo: Bernhard, 2010, pàg. 115-126
- Marias Bonitas: entre a mulher mítica e as mulheres reais, uma fratura no sertão. En: André Queiroz (org.) A Reinvenção do Nordeste. Fortaleza: Expressão Editora/ Sesc-CE, 2010, pàg. 111-125
- Sobre a burrice ou as luzes útlimas da dialética do esclarecimento. A: Márcia Tiburi; Rodrigo Duarte (org.) Seis leituras sobre a dialética do esclarecimento. 1ª ed. IJUÍ: UNIJUÍ, 2009, pàg. 97-113
- As mulheres e a norma estética. En: Aline Petter Schneider (org.) Nutrição estética. São Paulo: Atheneu, 2009, pàg. 3-11